# Panda Bear
Panda Bear, rodným jménem Noah Benjamin Lennox (* 17. července 1978) je americký hudebník.
V roce 1999 spoluzaložil skupinu Animal Collective, se kterou vydal řadu alb. Ještě předtím se však začal věnovat sólové kariéře: své debutové album vydal v roce 1998 a následně vydal několik dalších nahrávek. Roku 2013 se podílel na písni „Doin' It Right“ z alba Random Access Memories skupiny Daft Punk.
Dne 3. dubna 2016 vystoupil s dalšími hosty na koncertu velšského hudebníka Johna Calea, při němž hrál písně z prvních dvou alb kapely The Velvet Underground. Společně s dalšími dvěma členy Animal Collective (Brian Weitz a Avey Tare) zde vystoupili s písní „There She Goes Again“ a společně se všemi zúčastněnými hosty přispěl také do závěrečné písně „Sister Ray“. Rovněž hráli na Caleově albu Mercy (2023).
Roku 2019 se podílel na albu When I Get Home zpěvačky Solange Knowles. Dále přispěl na singl Paula Maroona.

## Diskografie

### Sólová
- Panda Bear (1998)
- Young Prayer (2004)
- Person Pitch (2007)
- Tomboy (2011)
- Mr Noah (EP; 2014)
- Panda Bear Meets the Grim Reaper (2015)[6]
- Crosswords (EP; 2015)
- A Day with the Homies (EP; 2018)
- Buoys (2019)
- Sinister Grift (2025)

### Spolupráce
- Spirit They're Gone, Spirit They've Vanished (2000) – s Avey Tare
- Danse Manatee (2001) – s Avey Tare a Geologist
- Hollinndagain (2002) – s Avey Tare a Geologist
- Reset (2022) – se Sonic Boom

### Animal Collective
- Campfire Songs (2003)
- Here Comes the Indian (2003)
- Sung Tongs (2004)
- Prospect Hummer (EP; 2005)
- Feels (2005)
- Strawberry Jam (2007)
- Water Curses (EP; 2008)
- Merriweather Post Pavilion (2009)
- Animal Crack Box (2009)
- Fall Be Kind (EP; 2009)
- Oddsac (2010)
- Keep + Animal Collective (EP; 2011)
- Centipede Hz (2012)
- Painting With (2016)
- The Painters (2017)
- Time Skiffs (2022)
- Isn't It Now? (2023)

### Ostatní
- East of Eden (Taken by Trees, 2009)
- Random Access Memories (Daft Punk, 2013)
- Essence of Eucalyptus (Avey Tare, 2018)
- When I Get Home (Solange Knowles, 2019)
- Mercy (John Cale, 2023)